# Kultsár András
Diósadi Kultsár András (Tusnád, 1877. október 7. – Budapest, Józsefváros, 1931. december 27.) magyar közíró, rendőrfőkapitány.

## Életútja
Kultsár Elek és Szilvai Jozefa fiaként született. Középiskolai tanulmányait a zilahi Wesselényi Kollégiumban végezte, ahol Ady Endre iskolatársa és diákkori jóbarátja volt; mint önképzőköri diákelnök ő volt Ady nyiladozó költészetének első kritikusa. Jog- és államtudományi doktorátust a kolozsvári egyetemen szerzett. Közigazgatási pályáját Kolozsvár városi tanácsánál fogalmazóként kezdte, majd rendőr-főkapitány Szamosújvárott (1908-18). Az államfordulat után visszavonulva gazdálkodott. 1922-ben saját költségén jelentette meg Új gondolatok régi titkokról c. "tentamen"-jét Szamosújvárott. A 128 lap terjedelmű dolgozat Ady-reminiszcenciákat tartalmaz a zilahi diákévekből. Felesége Kolbai Zulejka Julianna Szeréna volt.

## További irodalom
- Gaál Gábor: Egy nagy gerjedésű magyar meddő. Korunk 1928/3; újraközölve Válogatott írások II. 1965. 199-202.